# 卡德拉·漢姆
卡德拉·漢姆（英語：Kaldur'ahm）是美國DC漫畫出版的超級英雄，使用代號「水少俠」的虛構超級英雄之一。 該角色由布蘭登·維耶蒂、格雷格·魏斯曼和Phil Bourassa為動畫《少年正義聯盟》創作，由凱瑞·派頓配音 。他曾是黑蝠鱝的一名追隨者，被派去滲透亞特蘭蒂斯，但卻叛逃成為亞特蘭蒂斯人。
卡德拉·漢姆隨後被傑夫·強斯和伊恩·里斯改編至DC主線劇情，在《Brightest Day》＃4（2010年8月）中以傑克森·海德（Jackson Hyde）的名義首次亮相。

## 其他媒體

### 電視
- 2011年動畫劇集《少年正義聯盟》第一季團隊創始團員並被選為隊長。第二季因為水行女孩死亡轉而投靠黑蝠鱝，實則與母老虎間諜光明會。第三季加入正義聯盟並成為水行俠，並為正義聯盟發言人。
- 2015年動畫劇《少年悍將 GO！》客串，畫風同《少年正義聯盟》（這是與Young Justice的交叉劇）。劇集「讓我們變得嚴肅」，因為泰坦太傻了，不確定是否做到。火星小姐帶著水少俠和超級小子趕走H.I.V.E.。

### 電影
- 2013年《正義聯盟：閃電俠之逆轉》

### 電子遊戲
- 2013年Aqualad在電子遊戲《Young Justice：Legacy》中扮演主角，該遊戲設置在Young Justice電視連續劇的第一季和第二季之間。 同樣由Khary Payton配音。
- 2018年Aqualad在《樂高DC超級反派》中扮演可使用角色。

## 資料來源
1. ↑  Toner, Allison. . Poptimal. 2010-10-11  [2010-10-14]. （原始内容存档于2010-10-19）.
2. ↑   (新闻稿). DC Comics. 2010-06-15  [2010-07-26]. （原始内容存档于2010-07-22）.